# 쿰바: 반쪽무늬 얼룩말의 대모험
《쿰바: 반쪽무늬 얼룩말의 대모험》(영어: Khumba)은 2013년 공개된 남아프리카 공화국의 애니메이션 영화이다. (번역: 김근희)